# Procambarus
Die Gattung Procambarus aus der Überfamilie der Flusskrebse (Astacoidea) ist in Nord- und Mittelamerika beheimatet und umfasst u. a. den parthenogenetischen Marmorkrebs und den Blauen Floridakrebs (P. alleni). Die meisten Arten der Gattung sind im südlichen Nordamerika zu finden.
Mit über 140 Arten ist Procambarus die zahlenreichste Gattung der Flusskrebse.

## Merkmale
Alle Arten, die zu dieser Gattung gezählt werden, zeichnen sich durch eine ähnliche Gliederung des Körpers in Kopf-Brust-Bereich (Vorderkörper) und gegliedertem Hinterleib aus. Beides wird von einem dicken Panzer (Carapax) bedeckt. Am Vorderkörper sitzen fünf Beinpaare, wobei das vorderste Beinpaar zu großen Scheren umgebildet worden ist. Die restlichen dienen als Laufbeine, an denen außerdem Kiemen hängen, mit denen der Flusskrebs atmet. 
Die Gliedmaßen des 1. Hinterleibringes des Männchens sind zu einem Gonopodium umgebildet. Das Weibchen trägt die Eier und später die frisch geschlüpften Jungtiere an der Unterseite des Hinterleibs. Typisch für die Gattung sind kleine dornenförmige Haken am Basiselement der Schreitbeine der Männchen zum Festhalten der Weibchen während der Kopulation (Ischiumhaken), der Spermienspeicher (Annulus ventralis) der Weibchen und dazu passend die Spermienfurche der Männchen.

## Krebspest
Inzwischen sind viele Arten der Gattung Procambarus als Neozoon weltweit verbreitet. Alle Arten sind mögliche Überträger der Krebspest, einer durch Wasserschimmelpilze wie Aphanomyces astaci hervorgerufenen Krankheit, die alle europäischen Flusskrebsarten befällt und in ihrem Bestand gefährdet.

## Untergattungen
- Procambarus (Acucauda) Hobbs, 1972
- Procambarus (Austrocambarus) Hobbs, 1972 
  - Procambarus vasquezae Villalobos, 1954
- Procambarus (Capillicambarus) Hobbs, 1972
- Procambarus (Girardiella) Lyle, 1938
- Procambarus (Hagenides) Hobbs, 1972
- Procambarus (Leconticambarus) Hobbs, 1972 
  - Blauer Floridakrebs (Procambarus alleni Faxon, 1884)
- Procambarus (Lonnbergius) Hobbs, 1972
- Procambarus (Mexicambarus) Hobbs, 1972
- Procambarus (Ortmannicus) Fowler, 1912
- Procambarus (Paracambarus) Ortmann, 1906
- Procambarus (Pennides) Hobbs, 1972
- Procambarus (Procambarus) Ortmann, 1905
- Procambarus (Remoticambarus) Hobbs, 1972
- Procambarus (Scapulicambarus) Hobbs, 1972 
  - Roter Amerikanischer Sumpfkrebs (Procambarus clarkii Girard, 1852)
- Procambarus (Tenuicambarus) Hobbs, 1972
- Procambarus (Villalobosus) Hobbs, 1972
- incertae sedis
  - Marmorkrebs

### Weitere Arten
- Procambarus ablusus, Penn, 1963
- Procambarus acherontis, Lonnberg, 1894
- Procambarus acutissimus, Girard, 1852
- Procambarus acutus, Girard, 1852
- Procambarus advena, LeConte, 1856
- Procambarus alleni, Faxon, 1884
- Procambarus ancylus, Hobbs, 1972
- Procambarus angustatus, LeConte, 1856
- Procambarus apalachicolae, Hobbs, 1942
- Procambarus attiguus, Hobbs, 1992
- Procambarus barbatus, Faxon, 1890
- Procambarus barbiger, Fitzpatrick, 1978
- Procambarus bivittatus, Hobbs, 1942
- Procambarus blandingii, Harlan, 1830
- Procambarus braswelli, Cooper 1998
- Procambarus brazoriensis, Albaugh, 1975
- Procambarus capillatus, Hobbs, 1971
- Procambarus caritus, Hobbs, 1981
- Procambarus ceruleus, Fitzpatrick and Wicksten
- Procambarus citlaltepetl, Rojas 1999
- Procambarus chacei, Hobbs, 1958
- Procambarus clemmeri, Hobbs, 1975
- Procambarus cometes, Fitzpatrick, 1978
- Procambarus connus, Fitzpatrick, 1978
- Procambarus curdi, Reimer, 1975
- Procambarus delicatus, Hobbs and Franz, 1953
- Procambarus dupratzii, Penn, 1953
- Procambarus echinatus, Hobbs, 1956
- Procambarus econfinae, Hobbs, 1942
- Procambarus elegans, Hobbs, 1969
- Procambarus enoplosternum, Hobbs, 1947
- Procambarus epicyrtus, Hobbs, 1958
- Procambarus erythrops Relyea and Sutton, 1975
- Procambarus escambiensis, Hobbs, 1942
- Procambarus evermanni, Faxon, 1890
- Procambarus fallax, Hagen, 1870
- Procambarus ferrugineus, Hobbs and Robison, 1988
- Procambarus fitzpatricki, Hobbs, 1972
- Procambarus franzi, Hobbs and Lee, 1976
- Procambarus geminus, Hobbs, 1975
- Procambarus geodytes, Hobbs, 1942
- Procambarus gibbus, Hobbs, 1969
- Procambarus gracilis, Bundy, 1876
- Procambarus hagenianus, Faxon, 1884
- Procambarus hayi, Faxon, 1884
- Procambarus hinei, Ortmann, 1905
- Procambarus hirsutus, Hobbs, 1958
- Procambarus horsti, Hobbs and Means, 1972
- Procambarus howellae, Hobbs, 1952
- Procambarus hubbelli, Hobbs, 1940
- Procambarus hybus, Hobbs and Walton, 1957
- Procambarus incilis, Penn, 1962
- Procambarus jaculus, Hobbs and Walton, 1957
- Procambarus kensleyi, Hobbs, 1990
- Procambarus kilbyi, Hobbs, 1940
- Procambarus lagniappe, Black, 1968
- Procambarus latipleurum, Hobbs, 1942
- Procambarus lecontei, Hagen, 1870
- Procambarus leitheuseri Franz and Hobbs, 1983
- Procambarus leonensis, Hobbs, 1942
- Procambarus lepidodactylus, Hobbs, 1947
- Procambarus lewisi, Hobbs and Walton, 1959
- Procambarus liberorum, Fitzpatrick, 1978
- Procambarus litosternum, Hobbs, 1947
- Procambarus lophotus, Hobbs and Walton, 1960
- Procambarus lucifugus, Hobbs, 1940
- Procambarus lunzi, Hobbs, 1940
- Procambarus lylei, Fitzpatrick and Hobbs, 1971
- Procambarus mancus, Hobbs and Walton, 1957
- Procambarus marthae, Hobbs, 1975
- Procambarus medialis, Hobbs, 1975
- Procambarus milleri, Hobbs, 1971
- Procambarus morrisi, Hobbs and Franz
- Procambarus natchitochae, Penn, 1953
- Procambarus nechesae, Hobbs, 1990
- Procambarus nigrocinctus, Hobbs, 1990
- Procambarus nueces, Hobbs & Hobbs
- Procambarus okaloosae, Hobbs, 1942
- Procambarus orcinus, Hobbs and Means, 1972
- Procambarus ouachitae, Penn, 1954
- Procambarus paeninsulanus, Faxon, 1914
- Procambarus pallidus, Hobbs, 1940
- Procambarus parasimulans, Hobbs & Robinson, 1986
- Procambarus pearsei, Creaser, 1934
- Procambarus pecki, Hobbs, 1967
- Procambarus penni, Hobbs, 1951
- Procambarus petersi, Hobbs, 1981
- Procambarus pictus, Hobbs, 1940
- Procambarus planirostris, Penn, 1953
- Procambarus plumimanus, Hobbs and Walton, 1958
- Procambarus pogum, Fitzpatrick, 1978
- Procambarus pubescens, Faxon, 1884
- Procambarus pubischelae, Hobbs, 1942
- Procambarus pycnogonopodus, Hobbs, 1942
- Procambarus pygmaeus, Hobbs, 1942
- Procambarus raneyi, Hobbs, 1953
- Procambarus rathbunae, Hobbs, 1940
- Procambarus regalis, Hobbs and Robison, 1988
- Procambarus reimeri, Hobbs, 1979
- Procambarus rogersi, Hobbs, 1938
- Procambarus seminolae, Hobbs, 1942
- Procambarus shermani, Hobbs, 1942
- Procambarus simulans, Faxon, 1884
- Procambarus spiculifer, LeConte, 1856
- Procambarus steigmani, Hobbs, 1991
- Procambarus suttkusi, Hobbs, 1953
- Procambarus talpoides, Hobbs, 1981
- Procambarus tenuis, Hobbs, 1950
- Procambarus texanus, Hobbs, 1971
- Procambarus troglodytes, LeConte, 1856
- Procambarus truculentus, Hobbs, 1954
- Procambarus tulanei, Penn, 1953
- Procambarus vasquezae, Villalobos, 1954
- Procambarus verrucosus, Hobbs, 1952
- Procambarus versutus, Hagen, 1870
- Procambarus viaeviridis, Faxon, 1914
- Procambarus vioscai, Penn, 1946
- Procambarus vioscai paynei, Fitzpatrick 1990
- Procambarus youngi, Hobbs, 1942
- Procambarus zonangulus, Hobbs